# Tormo de l'Espantaflares
El Tormo de l'Espantaflares és una muntanya de 643 metres que es troba al municipi de Margalef, a la comarca catalana del Priorat.